# Piper rogaguanum
Piper rogaguanum är en pepparväxtart som beskrevs av William Trelease. Piper rogaguanum ingår i släktet Piper och familjen pepparväxter. Inga underarter finns listade i Catalogue of Life.